# Laurie Webb
Pour les articles homonymes, voir Webb.
Laurie Webb, né le 6 mai 1924 à Newport au Pays de Galles (Royaume-Uni), est un acteur gallois à la retraite connu pour ses rôles dans des séries télévisées telles que Doctor Who, Paul Temple et Doomwatch.

## Filmographie[2]

### Télévision
| Year      | Title                      | Role                                     | Notes                                                 |
| --------- | -------------------------- | ---------------------------------------- | ----------------------------------------------------- |
| 1958      | Sid Caesar Invites You     | Lui-même                                 | 1 épisode                                             |
| 1958      | Hancock's Half Hour        | 1er Électricien                          | Épisode: "Ericson the Viking"                         |
| 1959      | Hancock's Half Hour        | 3ème Soldat                              | Épisode: "The Horror Serial"                          |
| 1959      | Hancock's Half Hour        | 2ème Travailleur                         | Épisode: "The Oak Tree"                               |
| 1959      | Hancock's Half Hour        | N/A                                      | 3 épisodes                                            |
| 1959      | The Eustace Diamonds       | Bogson                                   | 2 épisodes                                            |
| 1960      | Hancock's Half Hour        | Homme dans un magasin de vente au détail | Épisode: "The Reunion Party"                          |
| 1960      | Hancock's Half Hour        | N/A                                      | 2 épisodes                                            |
| 1960      | Citizen James              | N/A                                      | 3 épisodes                                            |
| 1966      | Cooperama                  | N/A                                      | Épisode: "Episode Two"                                |
| 1966      | King of the River          | Sam                                      | Épisode: "The Great Albert Mystery"                   |
| 1966      | King of the River          | Ingénieur                                | Épisode: "The End of the Voyage"                      |
| 1966      | Mogul                      | Préposé                                  | Épisode: "Happy Landings"                             |
| 1967      | Mickey Dunne               | Lennie Carson                            | Épisode: "No Flowers by Request"                      |
| 1967      | Mickey Dunne               | Lennie                                   | Épisode: "Are there any more at Home like You?"       |
| 1970      | The Troubleshooters        | Smith                                    | Épisode: "Operation Black Gold"                       |
| 1970      | The Troubleshooters        | Opérateur de panneau                     | Épisode: "Hey, We've Got a Problem Here"              |
| 1971      | Paul Temple                | Barman                                   | Épisode: "The Specialists"                            |
| 1971      | Doomwatch                  | Propriétaire de chien                    | Épisode: "The Inquest"                                |
| 1971      | Brett                      | Senateur Loman                           | Épisode: "The Trump Card"                             |
| 1972      | Comedy Playhouse           | Facteur                                  | Épisode: "And Whose Side Are You On?                  |
| 1972–1973 | Doctor Who                 | M. Ollis                                 | Feuilleton: The Three Doctors                         |
| 1973      | Warship                    | Agent des douanes                        | Épisode: "Hot Pursuit"                                |
| 1973      | The Goodies                | Homme sur canapé                         | Non crédité; épisode: "The Goodies and the Beanstalk" |
| 1975      | The Brothers               | Surintendant                             | Épisode: "Special Licence"                            |
| 1975      | Softly, Softly: Task Force | Portier du marché du commerce            | Épisode: "Female of the Species"                      |
| 1986      | The Clairvoyant            | Client                                   | Épisode: "Episode #1.1"                               |
| 2023      | Tales of the TARDIS        | M. Ollis                                 | Images d'archive; épisode: "The Three Doctors"        |

### Audio
| Année | Titre       | Rôle     | Remarques                          |
| ----- | ----------- | -------- | ---------------------------------- |
| 2016  | Who's Round | Lui-même | Podcast; épisode : « Laurie Webb » |